# Tiger Tale
Tiger Tale é um livro infantil ilustrado por Marion Isham e escrito por Steve Isham. Publicado primeiramente em 2002, o livro reconta a história aborígene sobre como o Tigre-da-tasmânia ganhou suas listras. Tiger Tale é ilustrado usando colagem de papel rasgado, o que dá ao livro um estilo folclórico.